# Nova Vulgata
Nova Vulgata, Neovulgata ou Neovulgata latina refere-se à revisão da tradução latina da Bíblia Vulgata feita por São Jerônimo, realizada após o Concílio Vaticano II, com publicação em 1979 por decreto de S.S. o Papa João Paulo II. Esta tradução teve como referência a versão de São Jerônimo, ao mesmo tempo em que não pretendia apenas aproximar o atual texto da Vulgata ao escrito originalmente por ele, mas também realizar uma tradução nova das línguas originais para o latim, com os manuscritos e a crítica textual disponíveis à época do Concílio.
A Nova Vulgata é utilizada como o texto oficial em latim da Sagrada Escritura nas celebrações litúrgicas do rito romano após o Concílio Vaticano II, enquanto que a Vulgata Clementina continua a ser utilizada na Missa Tridentina e livros litúrgicos anteriores às reformas instauradas após o Concílio.
Diferentemente da Vulgata Clementina, que havia de ser a versão pela qual as tradições em vernáculo deveriam seguir, a Nova Vulgata serve apenas de consulta às traduções feitas diretamente das línguas originais.
No século XX, o Papa Pio X mostrou a intenção de um projeto de revisão da Vulgata Latina para torná-la mais similar ao texto escrito por São Jerônimo .  Pio XI instituiu um Mosteiro Beneditino em Roma – Mosteiro de São Jerônimo – para tal fim. Os monges trabalharam até depois do Concílio Vaticano II, quando ocorreu a dissolução do mosteiro, tendo concluído o Antigo Testamento.
Atualmente, há uma versão não oficial chamada Vulgata Stuttgartensia que aproveita a edição dos monges do Mosteiro de São Jerônimo para o Antigo Testamento e uma edição crítica feita em Oxford para o Novo Testamento.
Após o Concílio Vaticano II, por determinação de Paulo VI, foi criada uma nova comissão para a revisão da Vulgata, sobretudo para uso litúrgico. A nova revisão, diferentemente do que era realizado pelo Mosteiro em Roma de analisar se a versão corrente da Vulgata era igual a de São Jerônimo, utilizou o texto crítico de Oxford da Vulgata Stuttgardensia, o hebraico do texto massorético e o grego crítico, "corrigindo prudentemente" o texto da Vulgata de São Jerônimo no que se afastava da crítica textual da época.  Foi utilizado o códex Leningradensis, do século XI, e a versão crítica de Nestle-Alland. Esta revisão, terminada em 1975, e promulgada pelo Papa João Paulo II, em 25 de abril de 1979, foi denominada Nova Vulgata e ficou estabelecida como a edição típica da Bíblia para a Igreja Católica, a fim de ser usada como consulta nas traduções feitas diretamente das línguas originais.
“Dez dias antes da conclusão do Concílio Vaticano II, a 29 de Novembro de 1965, Paulo VI instituiu a Comissão Pontifícia para a Neovulgata, com a finalidade de dotar a Igreja com uma edição latina da Bíblia para o uso litúrgico”. A Neovulgata vinha sendo editada separadamente os seus volumes desde 1969, tendo João Paulo I, “editado” os livros do Pentateuco, revistos pela Comissão Pontifícia, da Abadia de São Jerônimo em Roma, fundada com este fim por Pio XI, segundo a Constituição Apostólica Inter Praecipuas . Já em 1907, o Papa Pio X havia solicitado estudos "confiado aos padres beneditinos o encargo de fazer investigações e estudos preparatórios para a edição da versão da Sagrada Escritura comumente chamada Vulgata"  A publicação num livro único da Neovulgata foi promulgada por João Paulo II através da Constituição Apostólica Scripturarum Thesaurus.

Nessa revisão "teve-se em conta palavra por palavra o texto antigo da edição latina da Vulgata, quando os textos primitivos são referidos exactamente; tais como os apresentam as actuais edições críticas; mas esse texto foi prudentemente corrigido quando deles se afasta ou os refere com menor exactidão. Para isso, foi usado o latim cristão bíblico, de maneira que a devida estima da tradição se conjugasse com as justas exigências da ciência crítica" 

O texto, como resultou desta revisão — mais profunda nalguns livros do Antigo Testamento em que não pusera mãos São Jerónimo — foi editado em volumes separados desde 1969 a 1977, e é agora apresentado num só volume, em edição típica. Esta edição da Neovulgata poderá também servir como base das traduções nas línguas modernas que se destinem ao uso litúrgico e pastoral; e, para usarmos palavras de Paulo VI, Nosso Predecessor, "é lícito pensar que ela constituirá fundamento seguro em que se apoiem... os estudos bíblicos, sobretudo onde mais dificilmente se podem consultar bibliotecas especializadas e mais obstáculos se apresentam a que se multipliquem os estudos convenientes" .

## Referência
1. ↑  «Praefatio ad Lectorem - Nova Vulgata». www.vatican.va. Consultado em 15 de agosto de 2024
2. ↑  «Translations and the Consultation of the Nova Vulgata of the Latin Church | EWTN». EWTN Global Catholic Television Network (em inglês). Consultado em 15 de agosto de 2024
3. ↑  «CATHOLIC ENCYCLOPEDIA: Revision of Vulgate». www.newadvent.org. Consultado em 31 de dezembro de 2021
4. ↑  «Praefatio ad Lectorem - Nova Vulgata». www.vatican.va. Consultado em 15 de agosto de 2024
5. ↑  «Cópia arquivada». Consultado em 22 de julho de 2016. Arquivado do original em 3 de outubro de 2009
6. ↑  http://www.intratext.com/IXT/POR0280/_P7.HTM
7. ↑  Carta ao Revmo. D. Aidano Gasquet, de 3 de dez. de 1907. Pio X, Acta 4, pp.117-119; Ench. Bibl. n. 285s.
8. ↑  Aloc. de Paulo VI, 23 de Dezembro de 1966; A.A.S., LIX, 1967, pp. 53 s.
9. ↑  João Paulo II citando Cfr. Aloc. de 22 de Dezembro de 1977; cfr. o diário L'Osservatore Romano, 23 de Dezembro de 1977